# Фішер-Рівер 44
Фішер-Рівер 44 (англ. Fisher River 44) — індіанська резервація в Канаді, у провінції Манітоба, у межах невключеної частини переписної області №19.

## Населення
За даними перепису 2016 року, індіанська резервація нараховувала 1473 особи, показавши зростання на 27,0%, порівняно з 2011-м роком. Середня густина населення становила 26,3 осіб/км².
З офіційних мов обидвома одночасно володіли 5 жителів, тільки англійською — 1 450. Усього 120 осіб вважали рідною мовою не одну з офіційних, з них усі — одну з корінних мов.
Працездатне населення становило 50,7% усього населення, рівень безробіття — 32%.
Середній дохід на особу становив $21 795 (медіана $16 883), при цьому для чоловіків — $19 089, а для жінок $24 543 (медіани — $14 944 та $17 760 відповідно).
21,7% мешканців мали закінчену шкільну освіту, не мали закінченої шкільної освіти — 39,9%, 38,9% мали післяшкільну освіту, з яких 19% мали диплом бакалавра, або вищий.
| Статево-вікова структура населення | Статево-вікова структура населення | Статево-вікова структура населення | Статево-вікова структура населення | Статево-вікова структура населення |
| ---------------------------------- | ---------------------------------- | ---------------------------------- | ---------------------------------- | ---------------------------------- |
|                                    |                                    |                                    |                                    |                                    |
| Всього                             | Всього                             | 50,8%49,2%                         |                                    |                                    |
| 0 — 14 років                       | 0 — 14 років                       |                                    | 29,7%                              | 29,7%                              |
| 15 — 64 років                      | 15 — 64 років                      |                                    | 60,8%                              | 60,8%                              |
| 65 і більше                        | 65 і більше                        |                                    | 9,5%                               | 9,5%                               |
| 85 і більше                        | 85 і більше                        |                                    | 0,7%                               | 0,7%                               |
| Середній вік (років)               | Середній вік (років)               | 31,832,3                           | 32,0                               | 32,0                               |
| Медіана (років)                    | Медіана (років)                    | 28,528,8                           | 28,7                               | 28,7                               |
| — чоловіки — жінки                 |                                    |                                    |                                    |                                    |

| Походження мешканців:     | Походження мешканців:     | Походження мешканців: | Походження мешканців: | Походження мешканців: |
| ------------------------- | ------------------------- | --------------------- | --------------------- | --------------------- |
| Походження                |                           |                       | осіб                  | %                     |
| Корінні американці        | Корінні американці        |                       | 1 430                 | 98.62%                |
| Інше північноамериканське | Інше північноамериканське |                       | 10                    | 0.69%                 |
| Європейське               | Європейське               |                       | 235                   | 16.21%                |
| британське                | британське                |                       | 115                   | 7.93%                 |
| французьке                | французьке                |                       | 90                    | 6.21%                 |
| українське                | українське                |                       | 65                    | 4.48%                 |

## Клімат
Середня річна температура становить 1°C, середня максимальна – 22,1°C, а середня мінімальна – -25,9°C. Середня річна кількість опадів – 562 мм.
| Клімат поселення                              | Клімат поселення | Клімат поселення | Клімат поселення | Клімат поселення | Клімат поселення | Клімат поселення | Клімат поселення | Клімат поселення | Клімат поселення | Клімат поселення | Клімат поселення | Клімат поселення | Клімат поселення |
| Показник                                      | Січ.             | Лют.             | Бер.             | Квіт.            | Трав.            | Черв.            | Лип.             | Серп.            | Вер.             | Жовт.            | Лист.            | Груд.            |                  |
| Середній максимум, °C                         | −13,47           | −9,65            | −2,32            | 8,02             | 16,14            | 21,93            | 22,10            | 20,80            | 15,74            | 8,78             | −1,32            | −11,46           |                  |
| Середня температура, °C                       | −19,7            | −15,89           | −8,56            | 1,80             | 9,90             | 15,70            | 17,86            | 16,54            | 11,49            | 4,51             | −5,59            | −15,72           |                  |
| Середній мінімум, °C                          | −25,94           | −22,13           | −14,8            | −4,44            | 3,67             | 9,46             | 13,60            | 12,28            | 7,23             | 0,26             | −9,84            | −19,98           |                  |
| Норма опадів, мм                              | 27               | 18               | 31               | 28               | 55               | 83               | 64               | 78               | 64               | 50               | 35               | 29               |                  |
| Середньомісячна швидкість вітру, м/с          | 3.80             | 3.70             | 3.90             | 4.02             | 4.10             | 3.80             | 3.60             | 3.80             | 4.10             | 4.40             | 4.30             | 3.90             |                  |
| Середньомісячна сонячна радіація, кДж/м²·день | 3957             | 7328             | 12509            | 17421            | 20311            | 21050            | 21336            | 17868            | 12020            | 6980             | 3858             | 2923             |                  |
| --------------------------------------------- | ---------------- | ---------------- | ---------------- | ---------------- | ---------------- | ---------------- | ---------------- | ---------------- | ---------------- | ---------------- | ---------------- | ---------------- | ---------------- |
| Джерело:                                      |                  |                  |                  |                  |                  |                  |                  |                  |                  |                  |                  |                  |                  |